# Slava Grigoryan
Slava Grigoryan (* 21. Januar 1976 in der Kasachischen SSR) ist ein australischer Gitarrist kasachischer Herkunft.

## Leben
Slava Grigoryan kam als Sohn der Geiger Eduard und Irina Grigoryan in der Kasachischen SSR zur Welt. Er hat einen jüngeren Bruder, Leonard Grigoryan, der ebenfalls Musiker ist. Die armenische Familie wanderte während seiner Kindheit nach Australien aus. Eduard Grigoryan gab seinen Söhnen früh Gitarrenunterricht. Mit 12 Jahren spielte Slava Grigoryan das Instrument professionell. Er beschäftigte sich mit klassischer Musik und studierte am Victorian College of the Arts. 1993 gewann er die Tokyo International Classical Guitar Competition. Daraufhin konnte er bei Sony einen Plattenvertrag unterschreiben. 1996 erschien sein Debütalbum Spirit of Spain, auf dem er unter anderem Stücke von Isaac Albéniz, Heitor Villa-Lobos, Chick Corea und Alonso Mudarra mit der Gitarre interpretierte. Zwei weitere Alben bei Sony folgten.
Später wechselte Slava Grigoryan zu dem Label ABC Classics, wo ebenfalls mehrere Alben von ihm erschienen, beginnend 2002 mit Sonatas & Fantasies. Er veröffentlichte dort außerdem gemeinsam mit seinem Bruder das Album Play (2003), auf dem sie Suiten für zwei Gitarren von Astor Piazzolla und Radamés Gnattali spielten. Auch ihr Vater steuerte zwei Kompositionen bei. Eine weitere Zusammenarbeit der Brüder war der Longplayer Baroque Guitar Concertos (2008) mit Stücken von Antonio Vivaldi, Georg Friedrich Händel, Silvius Leopold Weiss und Johann Friedrich Fasch, bei denen sie vom Tasmanian Symphony Orchestra begleitet werden. Slava Grigoryan gab regelmäßig Konzerte, als Solist, mit Orchesterbegleitung sowie mit seinem Bruder. Er arbeitete auch mehrfach mit den Jazz-Gitarristen Ralph Towner und Wolfgang Muthspiel zusammen. Für ihr Album From a Dream waren sie im Jahr 2009 für den Amadeus Austrian Music Award in der Kategorie Album des Jahres nominiert.

## Diskografie

### Alben
- 1996: Spirit of Spain, Sony Music Entertainment
- 1997: Dance of the Angel, Sony
- 2000: Another night in London, Sony
- 2002: Sonatas & Fantasies, ABC Classics
- 2003: Play, ABC Classics, mit Leonard Grigoryan
- 2004: Afterimage, ABC Classics
- 2004: Brazil, mit Jane Rutter, ABC Classics
- 2005: Continental Shift, mit Al Slavik, Which Way Music
- 2006: Nigel Westlake - Shadow Dances: Music For Guitar By Nigel Westlake, mit Nigel Westlake, ABC Classics
- 2006: The Essential Slava Grigoryan, ABC Classics
- 2008: Baroque Guitar Concertos, mit Leonard Grigoryan, Benjamin Northey, ABC Classics
- 2008: The Three-Cornered Hat: Music of Falla, Rodrigo and Granados, ABC Classics
- 2009: From a Dream, mit Ralph Towner und Wolfgang Muthspiel, Material Records
- 2013: Travel Guide, mit Ralph Towner und Wolfgang Muthspiel, ECM Records